# Морильо, Эрик (футболист)
Э́рик Ста́лин Мори́льо Кальдеро́н (исп. Erick Stalin Morillo Calderón; 19 февраля 2000, Трухильо — 30 сентября 2023, Перу) — перуанский футболист, правый защитник.

## Клубная карьера
Морильо был воспитанником футбольного клуба «Сесар Вальехо» и профессионально дебютировал за клуб 3 июня 2018 года против «Хуана Аурича» в перуанской Сегунде. В сезоне 2018 он провёл в общей сложности два матча за «Сесар Вальехо», помогая команде перейти в перуанский Примера Дивизион.
В сезоне 2019 Морильо сыграл только один матч в чемпионате. В сезоне 2020 он добился прорыва и стал постоянным игроком команды, сыграв за сезон 25 матчей в чемпионате.
В июле 2023 года Морильо перешёл в «Кантолао» на правах аренды до конца 2023 года.
Морильо погиб в ДТП 30 сентября 2023 года. Ему было 23 года.